# Platycentropus amicus
Platycentropus amicus är en nattsländeart som först beskrevs av Hagen 1861.  Platycentropus amicus ingår i släktet Platycentropus och familjen husmasknattsländor. Inga underarter finns listade i Catalogue of Life.